# Доротея Брауншвейг-Вольфенбюттельська
Доротея Брауншвейг-Вонфенбюттельська (нім. Dorothea von Braunschweig-Wolfenbüttel, 8 липня 1596 — 1 вересня 1643) — принцеса Брауншвейг-Вольфенбюттельська, дочка герцога Брауншвейг-Люнебурзького Генріха Юлія та Єлизавети Данської, дружина маркграфа Бранденбурзького Крістіана Вільгельма.

## Біографія
Доротея народилась 8 липня 1596 року у Вольфенбюттелі. Вона стала п'ятою дитиною та четвертою донькою герцога Брауншвейг-Люнебурзького Генріха Юлія та його другої дружини Єлизавети Данської. У дівчинки були рідний старший брат Фрідріх Ульріх та сестри Софія Ядвіга, Єлизавета, Йоганна Ядвіга, а також зведена сестра Доротея Ядвіга. Згодом у Доротеї з'явилося ще четверо рідних братів і сестра.

1 січня 1615 року у Вольфенбюттелі 18-річна Доротея була пошлюблена із марграфом і архієпископом Бранденбурзьким Крістіаном Вільгельмом. Через тринадцять місяців народилася їхня єдина дочка Софія Єлизавета (1616—1650).

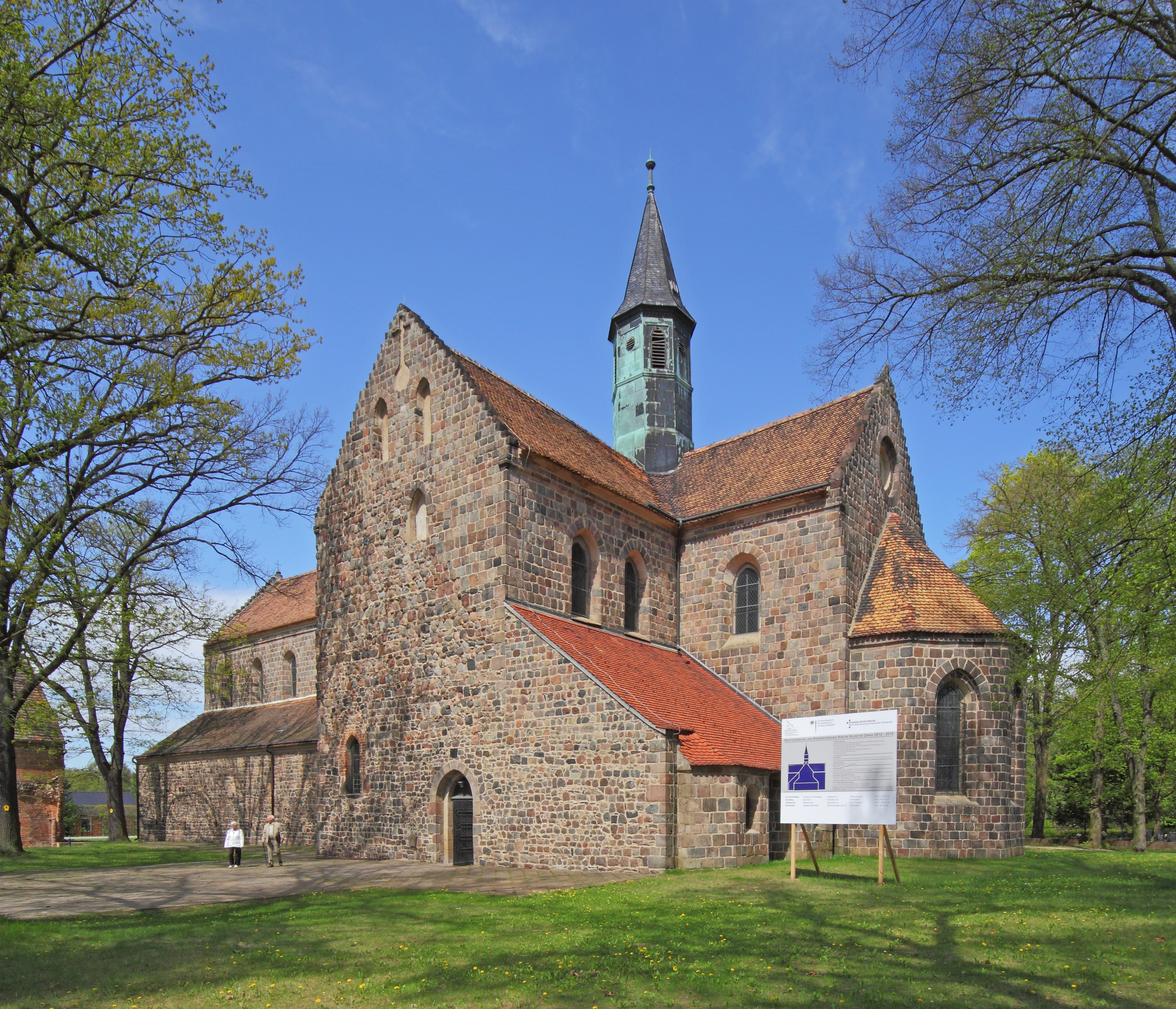
Монастир Цинна

Крістіан Вільгельм під час Тридцятирічної війни уклав союз з Данією. Брав участь в битві при Дессау у 1626 році. Згодом він утік за кордон до Швеції. 1630 року повернувся, але не зміг відновити контроль над Магдебурзьким єпископством. Був викрадений папською армією і за наполяганням єзуїтів прийняв католицтво у 1632.
Ця подія дуже вплинула на їхню доньку, і Доротея відправила дівчину до своєї тітки Ядвіги у Фрайберг. Там Софія Єлизавета і здобувала подальшу освіту. Сама ж Доротея під час Тридцятирічної війни у цистерціанському монастирі Цинна, де перебувала у вигнанні шведська королева-мати Марія Елеонора.
1 вересня 1643 року Доротея померла у Галле у 47-річному віці. Похована в альтенбурзькій Brüderkirche. Крістіан Вільгельм за п'ять років оженився вдруге на Барбарі з Мартініц.

## Родина
Чоловік — Крістіан-Вільгельм, маркграф Бранденбурзький
Діти:
- Софія Єлизавета (1616—1650) — одружена в 1638 році із герцогом Саксен-Лауенбурзьким Фрідріхом Вільгельмом II, дітей не мала.